# Zhao Lirong
Zhao Lirong (赵丽蓉S, Zhào LìróngP; Tientsin, 11 marzo 1928 – Pechino, 17 luglio 2000) è stata un'attrice e cantante cinese.
In occasione del centenario della nascita dell'industria cinematografica in Cina nel 2005, la China Film Performance Art Academy l'ha inserita nella lista dei "100 migliori attori in 100 anni di cinema cinese".